# Дмитрюк Кирило Васильович
Кирило Васильович Дмитрюк (нар. 1914 — ?) — український радянський діяч, бригадир тракторно-рільничої бригади Костянтинівської машинно-тракторної станції Куйбишевського району Запорізької області. Депутат Верховної Ради СРСР 5-го скликання.

## Біографія
Народився 1914 року в родині селянина. Освіта початкова.
З 1929 року працював у колгоспі, потім був трактористом машинно-тракторної станції.
З 1941 по 1945 рік служив шофером у Радянській армії, учасник німецько-радянської війни.
У 1945—1958 роках — тракторист, бригадир тракторно-рільничої бригади Костянтинівської машинно-тракторної станції Куйбишевського району Запорізької області.
З 1958 року — бригадир тракторно-рільничої (комплексної) бригади колгоспу імені Суворова села Новоукраїнки Куйбишевського району Запорізької області.
Член КПРС з 1959 року.
Потім — на пенсії в Куйбишевському (Більмацькому) районі Запорізької області.

## Нагороди
- орден «Знак Пошани» (26.02.1958)
- медаль «За оборону Кавказу»